# Oera Linda
El libro Oera Linda es un polémico texto frisón de carácter mitológico y religioso publicado por primera vez en el siglo XIX. A pesar de que modernos análisis lingüísticos tienden a catalogar al libro como un fraude, el conjunto de temas presentados atrae a muchas personas. Esto es atribuido a su temática populista (eurocentrismo extremo y nacionalismo) y a su filosofía espiritual-feminista. Se conoce al menos una organización contemporánea, Hijas de Frya, que ha basado sus creencias y prácticas religiosas en el Oera Linda.

## Historia
El Oera Linda salió a la luz en 1867 cuando Cornelis Over de Linden (1811-1874) entregó el manuscrito a Eelco Verwijs (1830-1880), bibliotecario provincial de Frisia, para su traducción y publicación. La versión en idioma neerlandés apareció en 1871, la cual fue seguida por la traducción al idioma inglés de William Sandbach en el año 1876. Over de Linden sostuvo que heredó el libro de su abuelo a través de un tío. El texto está escrito en una combinación gramaticalmente terrible de dialectos frisón antiguo y frisón moderno. El idioma frisón es el lenguaje más parecido al inglés en términos de agrupamiento lingüístico bajo el modelo de la familia de lenguas indo-europeas.
El manuscrito supuestamente se remonta al año 1256 y pretende que es una copia de otro más antiguo. Si se comprueba su veracidad, la información contenida se remontaría hasta los años 2194 a. C. y 803. Reescribiría largamente la prehistoria europea.

## Temas
Los temas tratados en el Oera Linda son: catástrofes, nacionalismo, matriarcado y mitología.
Para un lector casual el matriarcado es el tema más destacado. El texto sostiene que en Europa y en otras regiones, los frisones fueron gobernados por Folk Mothers que presidían una orden de sacerdotisas célibes, dedicadas a la diosa Frya (una temprana versión de la Freya nórdica) y a su padre el dios Wr-alda.
La primera parte del libro, llamada Frya's Tex, fue supuestamente escrita en el 2194 a. C., mientras que la parte más reciente, la carta de Hidde Oera Linda data del año 1256. El núcleo del Oera Linda lo forma The Book of Adela's Followers, al cual se fueron agregando diversos textos a lo largo del tiempo. Su origen se remonta al siglo VI a. C., y está compuesta por una mezcla de inscripciones antiguas y de textos de diferentes escritores, ninguno de los cuales han sobrevivido hasta nuestros días. Las últimas dos secciones del Oera Linda, lo escritos de Konered y Beden, están incompletos.

## Escepticismo
Al menos en apariencia, existe un gran escepticismo acerca de este libro, no solo por las afirmaciones sorprendentes que contiene, sino también por sus numerosos anacronismos. Esto no ha impedido que el libro se convierta, desde el momento de su publicación, en fuente de inspiración de grupos ocultistas y de seudohistoriadores. La autenticidad del libro es apoyada por grupos neonazis, posiblemente porque afirma que el norte de Europa fue el origen de las civilizaciones del Medio Oriente, a pesar de que el mismo Oera Linda califica de bárbaros a los antepasados de los alemanes. El libro también ha recibido interés por parte de grupos de Nueva era.
Actualmente, se discute más sobre la autoría del libro que del contenido del mismo. A Cornelis Over de Linden y a Eelco Verwijs se les consideran como los autores del libro. Otro posible autor sería el predicador protestante François Haverschmidt (1835-1894), bien conocido como poeta bajo el seudónimo Piet Paaltjens. Él vivió en Frisia y fue conocido de Verwijs.

## Últimas investigaciones
En el año 2004, el historiador Goffe Jensma publicó un libro acerca del tema: De gemaskerde God. François Haverschmidt en het Oera Linda-boek. En él, afirma que fue Haverschmidt el autor principal, secundado por Over de Linden y Verwijs. Según Jensma, Haverschmidt intentó con el Oera Linda parodiar a la Biblia cristiana. Sin embargo, sus conclusiones se basan en especulaciones y no en pruebas científicas, por lo que, si bien no se demuestra su autenticidad, tampoco su falsedad.